# 파산

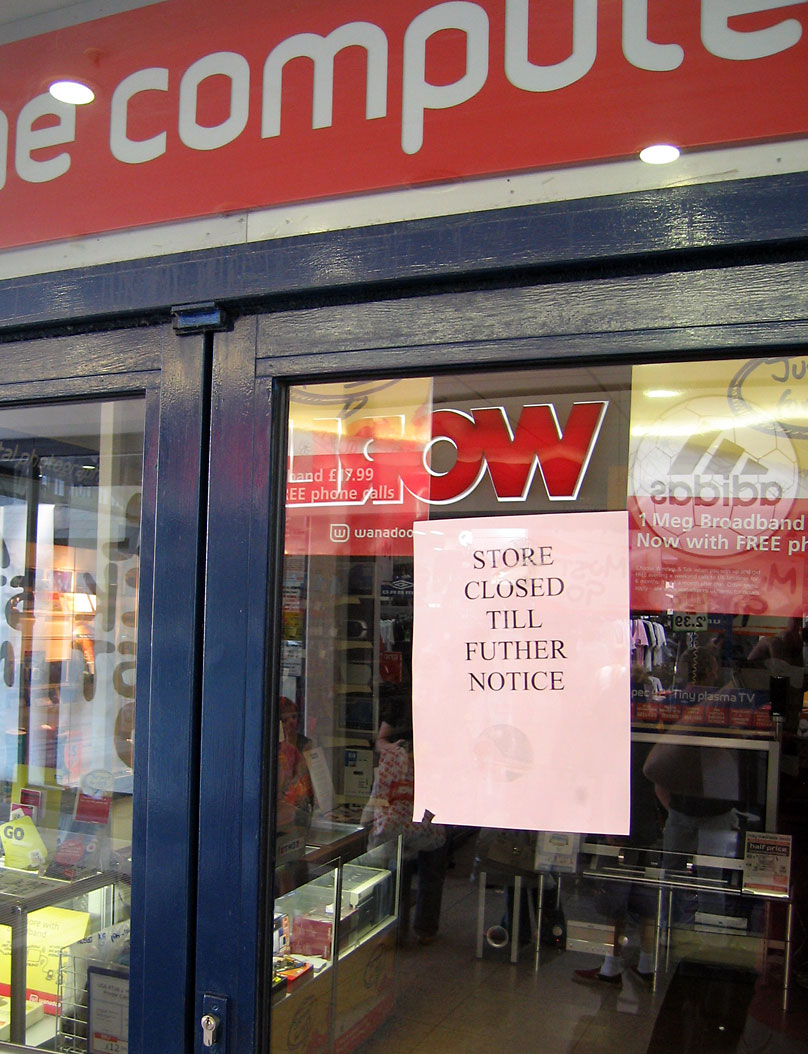
영국의 한 컴퓨터 가게 문에 붙은 폐점 안내문. "추후 안내가 있을 때까지 문을 닫겠습니다."

파산(破産)은 채무자가 채권자로부터 빚을 빌린 개인이나 단체가 빚을 완전히 갚을 수 없는 상태를 가리키는 법률 용어이다. 또, 온 재산을 모든 채권자에게 공평히 갚도록 할 것을 목적으로 하는 재판 절차를 가리키기도 한다. 일상 생활에서 재산을 모두 잃고 망한 것을 가리키기도 하는데 이를 도산(倒産)이라고도 한다.

## 역사
고대 그리스에서는 파산이 존재하지 않았다. 남자가 빚을 지고 갚을 수 없다면, 그와 그의 아내, 자녀, 하인들은 채권자가 육체적 노동을 통해 손실을 만회할 때까지 "부채 노예"에 갇히게 되었다. 고대 그리스의 많은 도시 국가에서는 부채 노예 제도를 5년으로 제한했다. 빚을 진 노예는 일반 노예가 갖지 못한 생명과 신체의 보호를 받았다. 그러나 채무자의 종은 채권자에 의해 기한이 지난 후에도 유지될 수 있으며 대개 훨씬 더 가혹한 조건에서 평생 동안 새로운 주인을 섬겨야 하는 경우가 많았다. 이 규칙의 예외는 아테네였는데, 솔론의 법에 따라 빚에 대한 노예화를 금지했다. 결과적으로 대부분의 아테네 노예는 외국인(그리스인이든 아니든)이었다.
1542년 파산법은 파산이나 지불 불능을 다루는 영국 법률의 첫 번째 법령이었다. 파산은 동아시아에서도 기록되어 있다. 알마크리지(al-Maqrizi)에 따르면 징기스칸의 야싸(Yassa)에는 세 번 파산한 사람에 대해 사형을 선고하는 조항이 포함되어 있다.
국가가 채권 상환을 이행하지 못하는 경우가 여러 번 목격되었다. 비슷한 방식으로 스페인의 필리프 2세는 1557년, 1560년, 1575년, 1596년에 네 차례 국가 파산을 선언해야 했다. 케네스 S. 로고프(Kenneth S. Rogoff)에 따르면, 1800년 이전에는 국제 자본 시장의 발전이 상당히 제한적이었지만 그럼에도 불구하고 우리는 프랑스, 포르투갈, 프로이센, 스페인 및 초기 이탈리아 도시 국가의 다양한 디폴트 국가, 유럽 가장자리의 이집트, 러시아 및 터키도 만성적인 디폴트의 역사를 가지고 있다.

## 파산 보호
파산 보호(bankruptcy protection)는 개인이나 단체가 자금 문제로 경영난을 겪을 때 법원이 청산과 존속 가운데 하나를 선택할 수 있는데, 존속으로 결정되면 빚을 갚는 데에 유예 기간을 제공하여 회생을 돕는 제도이다.
미국의 경우 미국의 연방 파산법에 따라, 빚을 갚는 것을 잠시 멈추고 자산을 매각하여 기업을 정상화시키는 절차인 챕터 11과, 기업 회생 가능성이 없을 때 청산 절차에 들어가는 챕터 7로 나눈다. 한국의 경우 이와 유사한 것으로 법정 관리라는 용어를 사용하며 이것 또한 파산 보호의 한 형태라 할 수 있다.

## 절차

### 개인 파산
개인 파산과 면책 제도는 개인이 파산 신청을 하여 법원으로부터 파산 선고 결정을 받고 파산 절차를 통해 변제되지 않고 남은 채무에 대한 변제 책임을 파산 법원의 재판에 의해 면제되는 것이다.
파산 선고를 받은 파산자는 사업상의 후견인 등이 될 수 없는 일부 제한을 받으며, 공법상 공무원, 변호사 등이 될 수 없는 불이익을 받게되며, 파산 선고 사실이 본적지 자자체에 통지되어 신원 증명서에 기재되므로 각종 금융 거래와 취직 등에서 불이익을 받을 수 있다. 법원의 전부 면책 결정을 받으면 신원 증명 사항에서 파산 선고를 받은 사실이 삭제된다. 
2012년 2월 1일, 서울중앙지법 파산부는 신속한 파산선고와 면책결정, 저비용의 파산관재인 선임을 주요 내용으로 하는 새로운 개인파산절차를 전면 확대시행한다고 밝혔다.

## 파산관재인
파산관재인(破産管財人)은 파산재단의 관리, 환가, 배당 등의 파산절차를 운영하는 자를 말한다.

### 판례
- 신용협동조합의 대출에 관한 대표자의 대표권이 이사회의 결의를 거치도록 일부 제한되는 경우 그 요건을 갖추지 못한 채 무권대표행위에 의하여 조합원에 대한 대출이 이루어졌다고 하더라도 나중에 그 요건이 갖추어진 뒤 신용협동조합이 대출계약을 추인하면 그 계약은 유효하게 되는 것인데, 신용협동조합이 파산한 경우 파산재단의 존속·귀속·내용에 관하여 변경을 야기하는 일체의 행위를 할 수 있는 관리·처분권은 파산관재인에게 전속하고, 반면 파산한 신용협동조합의 기관은 파산재단의 관리·처분권 자체를 상실하게 되므로, 위와 같은 무권대표행위의 추인권도 역시 특별한 사정이 없는 한 파산관재인만이 행사할 수 있다고 보아야 한다.[4]

- 민법 제108조 제2항과 같은 특별한 제한이 있는 경우를 제외하고는 채무의 소멸 등 파산 전에 파산자와 상대방 사이에 형성된 모든 법률관계에 관하여 파산관재인에게 대항할 수 없는 것은 아니라 할 것이다.[5]

- 채권자가 파산하면 파산자 소유의 집행가능한 재산은 파산재단이 되어 파산관재인의 관리처분에 속하고 파산채권자 전체를 위하여 압류한 것과 같다고 할 수 있으므로 파산관재인은 양도채권의 압류채권자와 같은 입장에 서 있다고 할 수 있고, 따라서 파산관재인은 파산자가 채권자로서 한 채권양도에 관하여 채권양수인과 양립할 수 없는 법률적 지위를 취득한 자라고 할 수 있으므로 제3자에 해당하며, 그 결과 지명채권의 양도를 받은 자는 양도인이 파산한 경우 파산선고 전에 그 양도의 대항요건을 구비하지 않는 한 위 채권의 양수로써 파산관재인에게 대항할 수 없다.[6]

- 파산관재인은 파산자의 포괄승계인과 같은 지위를 가지게 되지만, 파산이 선고되면 파산채권자 전체의 공동의 이익을 위하여 선량한 관리자의 주의로써 그 직무를 행하므로 파산자와 독립하여 그 재산에 관하여 이해관계를 가지게 된 제3자로서의 지위도 가지게 된다. 따라서 파산자가 상대방과 통정한 허위의 의사표시를 통하여 가장채권을 보유하고 있다가 파산이 선고된 경우 그 상대방은 파산관재인에 대하여 그 채권의 무효를 주장할 수 없다.[7]

## 같이 보기
- 회사 정리 절차
- 파산관재인
- 파산법
- 흑자도산